# Ciclismo ai Giochi della XIV Olimpiade - Velocità
La competizione della velocità di ciclismo dei Giochi della XIV Olimpiade si tenne i giorni 7 e 9 agosto 1948  al Velodromo di Herne Hill a Londra, nel Regno Unito.

## Risultati

### 1º Turno
I vincitori di ciascuna serie al secondo turno.
| Serie | Pos. | Atleta                    | Nazione            | Tempo | Note |
| ----- | ---- | ------------------------- | ------------------ | ----- | ---- |
| 1     | 1    | Leonel Rocca              | Uruguay            | 12"06 | Q    |
| 1     | 2    | Compton Gonsalves         | Trinidad e Tobago  |       |      |
| 2     | 1    | Emile Van De Velde        | Belgio             | 13"06 | Q    |
| 2     | 2    | Howard Wing               | Repubblica di Cina |       |      |
| 3     | 1    | Jean Roth                 | Svizzera           | 13"00 | Q    |
| 3     | 2    | Mario Masanés             | Cile               |       |      |
| 4     | 1    | Reg Harris                | Gran Bretagna      | 14"04 | Q    |
| 4     | 2    | Rustom Mulla Feroze       | India              |       |      |
| 5     | 1    | Johannes Hijzelendoorn    | Paesi Bassi        | 13"03 | Q    |
| 5     | 2    | Reinaldo Paseiro          | Cuba               |       |      |
| 6     | 1    | Clodomiro Cortoni         | Argentina          | 12"04 | Q    |
| 6     | 2    | Julio César León          | Venezuela          |       |      |
| 7     | 1    | Axel Schandorff           | Danimarca          | 12"05 | Q    |
| 7     | 2    | Charles Frederick Bazzano | Australia          |       |      |
| 8     | 1    | Jacques Bellenger         | Francia            | 12"05 | Q    |
| 8     | 2    | Laddie Lewis              | Guyana britannica  |       |      |
| 9     | 1    | Erich Welt                | Austria            | 17"02 | Q    |
| 9     | 2    | Adolfo Romero             | Messico            |       |      |
| 10    | 1    | John Sebastian Heid       | Stati Uniti        | 13"00 | Q    |
| 10    | 2    | Muhammad Naqi Mallick     | Pakistan           |       |      |
| 11    | 1    | Mario Ghella              | Italia             | 12"09 | Q    |
| 11    | 2    | Robert Lacourse           | Canada             |       |      |

### Recupero 1º Turno
I vincitori di ciascuna al secondo turno.
| Serie | Pos. | Atleta                    | Nazione           | Tempo | Note |
| ----- | ---- | ------------------------- | ----------------- | ----- | ---- |
| 1     | 1    | Robert Lacourse           | Canada            | 13.7  | Q    |
| 1     | 2    | Adolfo Romero             | Messico           |       |      |
| 2     | 1    | Reinaldo Paseiro          | Cuba              | 14.5  | Q    |
| 2     | 2    | Rustom Mulla Feroze       | India             |       |      |
| 3     | 1    | Charles Frederick Bazzano | Australia         | 14.1  | Q    |
| 3     | 2    | Muhammad Naqi Mallick     | Pakistan          |       |      |
| 4     | 1    | Julio César León          | Venezuela         | 12.6  | Q    |
| 4     | 2    | Compton Gonsalves         | Trinidad e Tobago |       |      |
| 5     | 1    | Mario Masanés             | Cile              | 13.3  | Q    |
| 5     | 2    | Manthos Kaloudis          | Grecia            |       |      |
| 5     | 3    | Laddie Lewis              | Guyana britannica |       |      |

### 2º Turno
I vincitori di ciascuna serie ai quarti di finale.
| Serie         | Pos. | Atleta                    | Nazione       | Tempo | Note   |
| ------------- | ---- | ------------------------- | ------------- | ----- | ------ |
| 1             | 1    | Mario Ghella              | Italia        | 12"0  | Q      |
| 1             | 2    | Julio César León          | Venezuela     |       |        |
| 2             | -    | Leonel Rocca              | Uruguay       | 13"1  | Squal. |
| 2             | -    | Johannes Hijzelendoorn    | Paesi Bassi   |       |        |
| 3             | 1    | Mario Masanés             | Cile          | 12"8  | Q      |
| 3             | 2    | Jacques Bellenger         | Francia       |       |        |
| 4             | 1    | Axel Schandorff           | Danimarca     | 12"5  | Q      |
| 4             | 2    | Erich Welt                | Austria       |       |        |
| 5             | 1    | Emile Van De Velde        | Belgio        | 13"0  | Q      |
| 5             | 2    | Reinaldo Paseiro          | Cuba          |       |        |
| 6             | 1    | John Sebastian Heid       | Stati Uniti   | 12"0  | Q      |
| 6             | 2    | Clodomiro Cortoni         | Argentina     |       |        |
| 7             | 1    | Charles Frederick Bazzano | Australia     | 14"3  | Q      |
| 7             | 2    | Jean Roth                 | Svizzera      |       |        |
| 8             | 1    | Reg Harris                | Gran Bretagna | 15"1  | Q      |
| 8             | 2    | Robert Lacourse           | Canada        |       |        |
| Ripetizione 2 | 1    | Leonel Rocca              | Uruguay       | 13"5  | Q      |
| Ripetizione 2 | 2    | Johannes Hijzelendoorn    | Paesi Bassi   |       |        |

## Quarti di finale
| Serie | Pos. | Atleta                    | Nazione       | 1 Manche | 2 Manche | Note |
| ----- | ---- | ------------------------- | ------------- | -------- | -------- | ---- |
| 1     | 1    | Mario Ghella              | Italia        | 12"1     | 12"6     | Q    |
| 1     | 2    | Emile Van De Velde        | Belgio        |          |          |      |
| 2     | 1    | Axel Schandorff           | Danimarca     | 12"3     | 12"4     | Q    |
| 2     | 2    | John Sebastian Heid       | Stati Uniti   |          |          |      |
| 3     | 1    | Reg Harris                | Gran Bretagna | 12"5     | 12"8     | Q    |
| 3     | 2    | Mario Masanés             | Cile          |          |          |      |
| 4     | 1    | Charles Frederick Bazzano | Australia     | 12"8     | 13"2     | Q    |
| 4     | 2    | Leonel Rocca              | Uruguay       |          |          |      |

### Semifinali
I vincitori di ciascuna serie in semifinale.
| Serie | Pos. | Atleta                    | Nazione       | 1 Manche | 2 Manche | Note |
| ----- | ---- | ------------------------- | ------------- | -------- | -------- | ---- |
| 1     | 1    | Mario Ghella              | Italia        | 12"2     | 12"0     | Q    |
| 1     | 2    | Axel Schandorff           | Danimarca     |          |          |      |
| 2     | 1    | Reg Harris                | Gran Bretagna | 12"9     | 12"0     | Q    |
| 2     | 2    | Charles Frederick Bazzano | Australia     |          |          |      |

### Finale 3º Posto
| Pos.   | Atleta                    | Nazione   | 1 Manche | 2 Manche |
| ------ | ------------------------- | --------- | -------- | -------- |
| Bronzo | Axel Schandorff           | Danimarca | 12"9     | 12"0     |
| 4      | Charles Frederick Bazzano | Australia |          |          |

### Finale 1º Posto
| Pos.    | Atleta       | Nazione       | 1 Manche | 2 Manche |
| ------- | ------------ | ------------- | -------- | -------- |
| Oro     | Mario Ghella | Italia        | 12"2     | 12"0     |
| Argento | Reg Harris   | Gran Bretagna |          |          |